# Marquesado de Santa María de Pacoyán
El Marquesado de Santa María de Pacoyán fue un título nobiliario creado por Real Cédula de Felipe V el 1 de noviembre de 1716 en favor de Martín José Muñoz Mudarra de la Serna por sus contribuciones a la guerra de sucesión española.
Su nombre hacía referencia a la antigua hacienda de Santa María de Pacoyán, en Pacoyán, Pasco, Perú. 

## Historia de los Marqueses de Santa María de Pacoyán
- I marqués: Martín José Muñoz Mudarra de la Serna, capitán de infantería, alcalde mayor de Acatlán y Piaxtla y alcalde de Lima (1703 y 1711)

1. Casó con María Josefa Bernarda Roldán Dávila y Solórzano, encomendera de Recuay  y descendiente del conquistador Juan Roldán Dávila el Viejo. Le sucedió su hijo:

- II marqués: Miguel José Muñoz Mudarra Roldán Dávila (Lima, ¿-1759),  alcalde de Lima (1743)

1. Casó con Francisca Javiera de Salazar y Zárate. Le sucedió su hija:

- III marquesa: María Rosa Josefa Muñoz Mudarra y Salazar (Lima, 5 de septiembre de 1745-?)

1. Casada con Fernando Carrillo de Córdoba y Sancho Dávila. Le sucedió su hijo:

- IV marqués: Fernando Carrillo de Córdoba y Mudarra, coronel de Caballería y alcalde de Lima (1799-1800)

1. Casado con su prima Carmen de Rosas y Salazar, hija de Francisco de Rosas y Zegarra, Conde de Castel Blanco, y María Antonia de Salazar y Sancho Dávila.

La sucesión se extinguió al desaparecer los hijos del último titular sin descendencia.